# 6614 Antisthenes
6614 Antisthenes eller 6530 P-L är en asteroid i huvudbältet som upptäcktes den 24 september 1960 av den nederländsk-amerikanske astronomen Tom Gehrels och det nederländska astronomparet Ingrid van Houten-Groeneveld och Cornelis Johannes van Houten vid Palomarobservatoriet. Den är uppkallad efter den grekiska filosofen Antisthenes.
Asteroiden har en diameter på ungefär 9 kilometer.